# 郭守昌
郭守昌（1916年—2001年10月5日），男，黑龙江逊克人，中国实业家、政治人物，曾任中国民主建国会中央委员会常务委员，黑龙江省政协副主席，第三、四、五、六、七届全国政协委员。

## 生平
2001年10月5日，逝世于哈尔滨，享年85岁。